# Врангель, Егор Егорович
Барон Его́р Его́рович (Георгий Георгиевич) Вра́нгель (нем. Georg von Wrangel; 21 апреля [3] мая 1827, Царское Село — 22 января [3 февраля] 1875, Санкт-Петербург) — российский государственный деятель, сенатор, тайный советник.

## Биография
Родился 21 апреля (3 мая) 1827 года в Царском Селе — сын Егора Васильевича Врангеля и Прасковьи Яковкиной (1794—1858), дочери Ильи Фёдоровича Яковкина.
Окончив курс в Императорском училище правоведения, 30 мая 1846 года он вступил в службу; служил в Сенате и Министерстве юстиции, где был сначала вице-директором, а потом директором департамента (после 1860 г.) и в этой должности оставался после назначения его в сенаторы 15 апреля 1867 года. С 6 ноября 1859 года — действительный статский советник, с 30 августа 1865 года — тайный советник.
Участвовал в трудах особой комиссии по судебной реформе, состоял делопроизводителем в следственной комиссии по делу о покушении Д. В. Каракозова на Александра II, принимал особое участие в кодификации распоряжений, касающихся судебной реформы, а затем и в совещаниях после введения её в Царстве Польском.
Умер 22 января (3 февраля) 1875 года в Санкт-Петербурге.

## Награды
- орден Св. Анны 2-й ст. (1854)
- орден Св. Станислава 2-й ст. (1856)
- орден Св. Владимира 3-й ст. (1862)
- орден Св. Станислава 1-й ст. (1864)
- орден Св. Анны 1-й ст. (1866)
- орден Св. Владимира 2-й ст. (1869)

## Семья
Был женат с 11 сентября 1855 года на Наталье Николаевне Евреиновой (1837—1916), дочери статского советника. У них родились дети:
- Георгий (23.8.1856—?)
- Наталья (27.10.1857—189.)
- Василий (13.6.1862—25.2.1901)
- Пётр (29.6.1874—?)